# Vallo di Offa

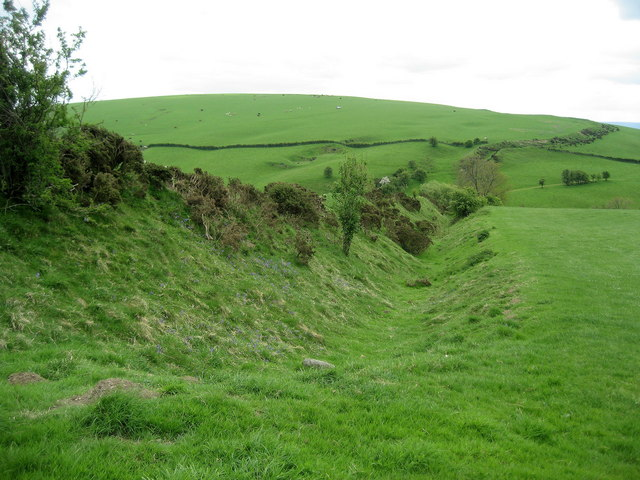
Il Vallo di Offa, costruito nella Britannia postromana (tra il Galles e l'Inghilterra occidentale)

Il Vallo di Offa (in inglese Offa's Dyke; in gallese Clawdd Offa) è un terrapieno che fungeva da linea di confine tra i gallesi e gli abitanti del regno anglosassone di Mercia, costruito da re Offa nell'VIII secolo.

## Storia
Il re Offa viene considerato il costruttore del Vallo tra il 770 ed il 790 approssimativamente, ma il suo tracciato segue quello di anteriori Valli costruiti in epoca romana.
Il Vallo di Offa si trova a ripetere il tracciato – a distanza di 2 o 3 miglia – del Vallo costruito forse fin dai tempi di Settimio Severo, secondo Eutropio. Questo primo Vallo fu rifatto ed ingrandito dai romano-britannici dopo la partenza delle legioni romane dalla Britannia.
(Eutropius, Historiae romanae breuiarium viii.19,1)

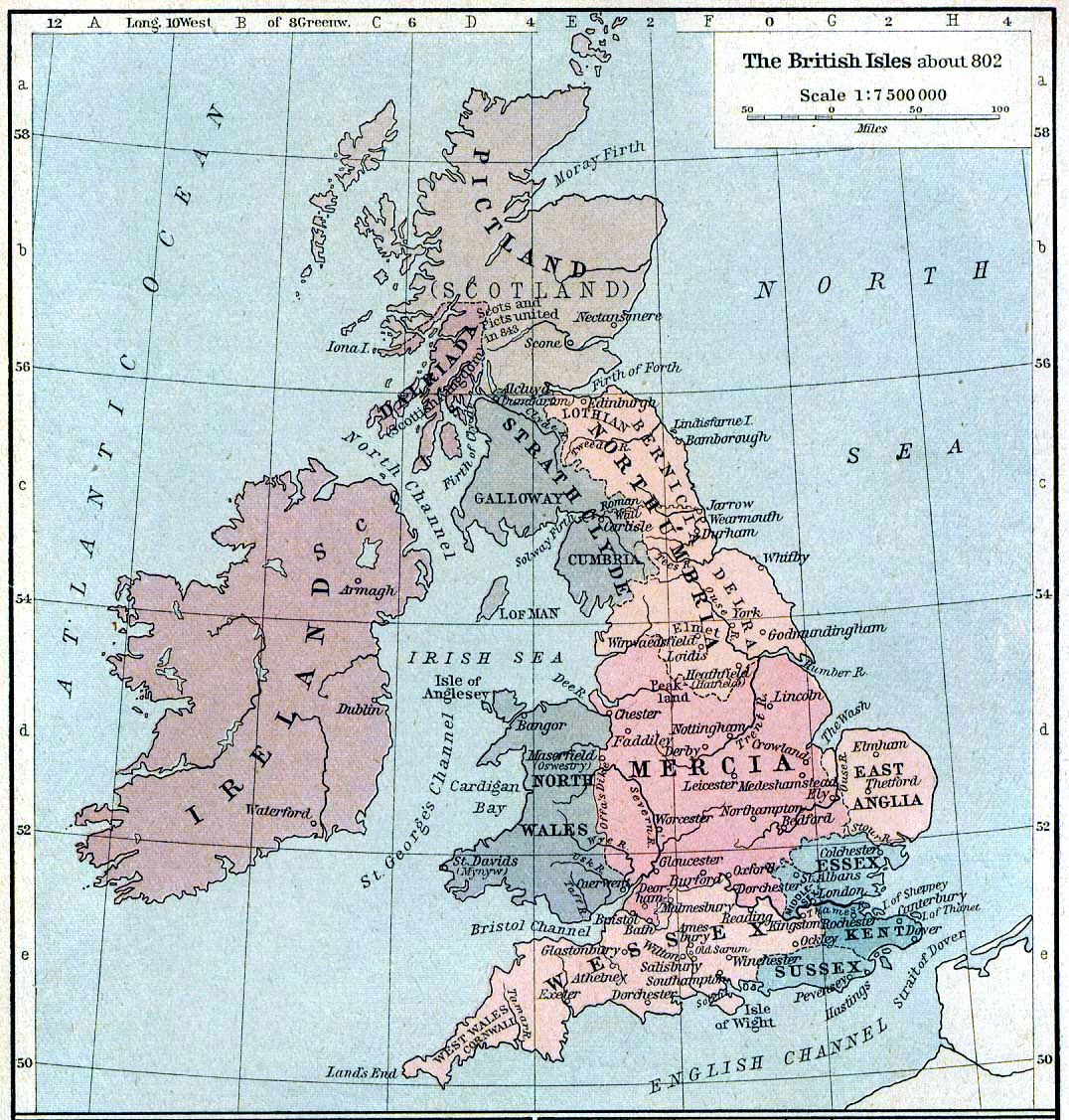
Mappa delle isole britanniche nell'anno 802, dove ingrandendo l'immagine si vede il tracciato del Vallo di Offa (Offa's Dyke) tra Mercia e Galles

Infatti recenti scoperte archeologiche dimostrano che alcune sezioni del Vallo di Offa usano tracciati di un anteriore vallo vicino (Wat's Dyke o Vallo di Wat), costruito dai Britanni romanizzati intorno al 450-550 d.C. contro gli invasori anglosassoni.
Nel 760, merciani e gallesi si scontrarono a Hereford, e Offa condusse campagne militari contro i gallesi nel 778, nel 784 e nel 796. Questo perenne stato di conflitto è dimostrato dal Vallo di Offa, costruito sul confine tra Mercia e Galles.
La sua costruzione è stata attribuita a Offa dal monaco Asser, che scrisse di un Vallo che andava "da mare a mare". Cioè separava completamente il Galles dal resto della Britannia, anche se sono stati trovati alcuni valichi o settori mancanti: circa un sesto della distanza non fu costruito perché i costruttori del Vallo usarono montagne e fiumi come complemento di difesa naturale.
Il Vallo sembra essere stato un confine militare e non una vera e propria barriera difensiva come il Vallo di Adriano. Forse il maggiore apporto storico del Vallo sta nel blocco del passaggio di popolazioni celtiche verso l'Inghilterra e viceversa, per cui le popolazioni attualmente sono geneticamente separate.
Inoltre alcuni storici, come Blake e Lloyd, affermano che probabilmente il Galles senza questo Vallo avrebbe fatto la fine della Cornovaglia celtica, cioè sarebbe stato assimilato dall'Inghilterra storicamente. In altre parole, il Vallo di Adriano ha creato i limiti della Scozia, mentre quello forse fatto inizialmente da Settimio Severo (e successivamente ampliato nel Vallo di Wat e nel Vallo di Offa) ha determinato i confini del Galles.
Oggi è considerato uno dei migliori percorsi escursionistici della Gran Bretagna.

## Ipotesi su origini postromane
Recenti studi portano a concludere che il Vallo di Offa segue in parte un tracciato fatto originariamente per il cosiddetto Wat's Dyke (questo predecessore fu fatto molto probabilmente tra la seconda metà del secolo quinto e la fine del secolo sesto, in piena epoca della Britannia postromana).

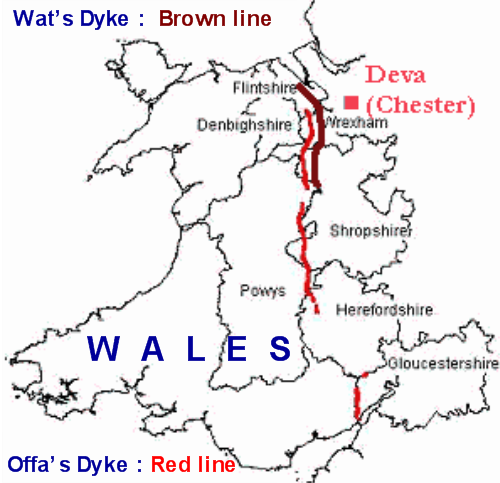
Tracciato in rosso del Vallo di Offa nel Galles orientale, vicino alla romana Deva (attuale Chester). In marrone il Vallo di Wat

Infatti scavi eseguiti a Maes-y-Clawdd vicino all'attuale Oswestry hanno identificato i resti di un campeggio con fuoco e resti di ceramiche romano-britanniche, che sono state datate dal radiocarbonio con certezza tra il 411 ed il 561 (e centrati approssimativamente intorno al 446). Questa evidenza conferma che il Vallo fu iniziato probabilmente per difendere il regno postromano con capitale Viroconium (attuale Wroxeter), città rimasta romana fino alla fine del sesto secolo e che era situata 12 miglia dal Vallo di Offa.
In altre parole -secondo l'accademico Hannaford- il Regno di Powys, originariamente centrato sui romano-britannici di Viroconium, iniziò il vallo (con il nome Wat's Dyke e collegato con il Wansdyke) per difendersi dai barbari invasori (sia Celtici che Germanici). La costruzione del Wat's Dike fu portata a termine probabilmente dopo la Peste di Giustiniano che devastò i Romano-britanni e fece cadere tutta la Britannia occidentale in mano agli Anglosassoni.
Questo Vallo di Wat successivamente fu ampliato nel secolo VIII dal re Offa di Mercia per delimitare il suo regno dal Galles, spostandolo più ad occidente su posizioni difensive migliori.

## Bibliografia

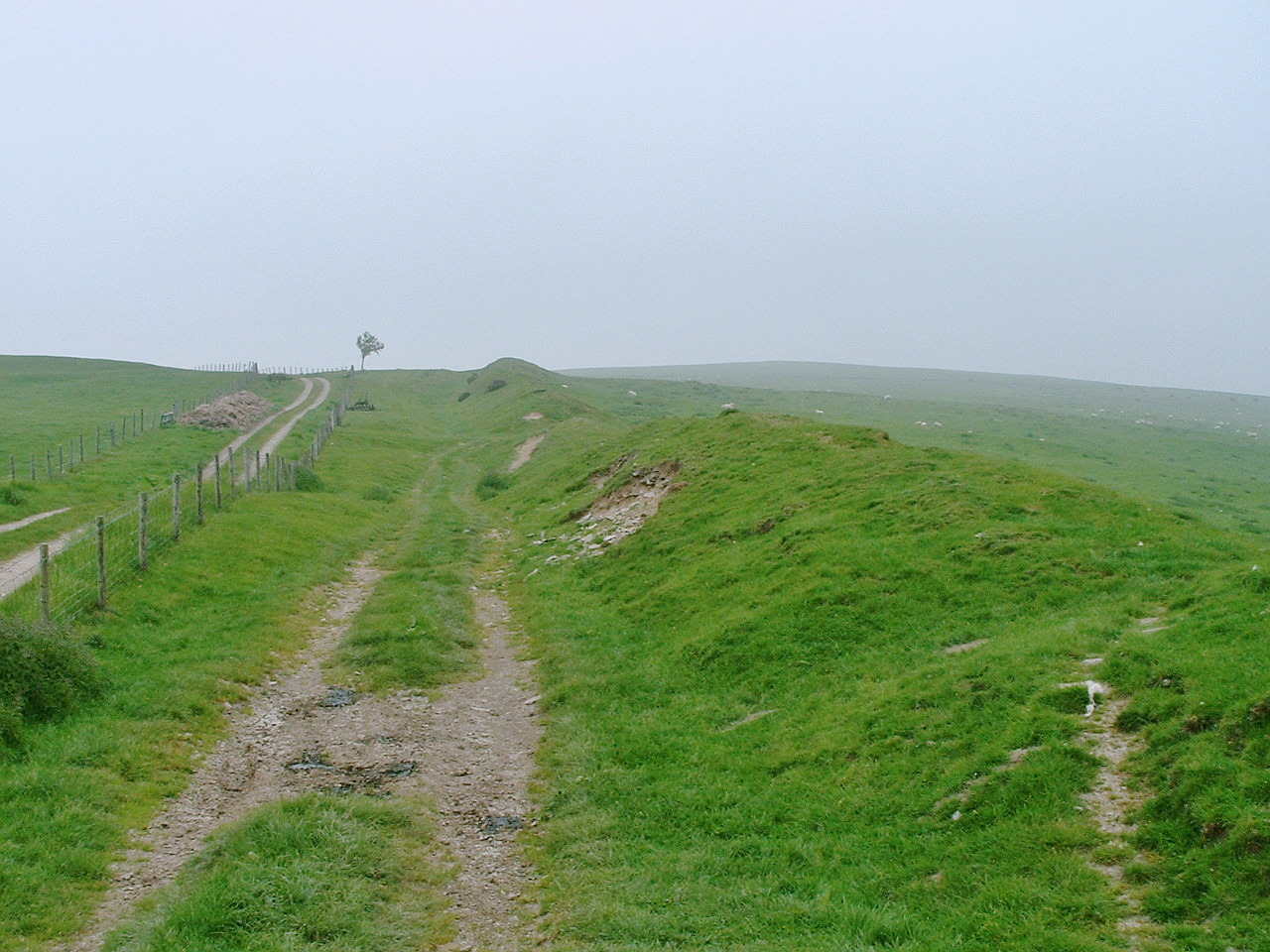
Il vallo